# Vinelz
Vinelz (toponimo tedesco; in francese Fenis, desueto) è un comune svizzero di 860 abitanti del Canton Berna, nella regione del Seeland (circondario del Seeland).

## Geografia fisica
Vinelz è affacciato sul Lago di Bienne.

## Monumenti e luoghi d'interesse

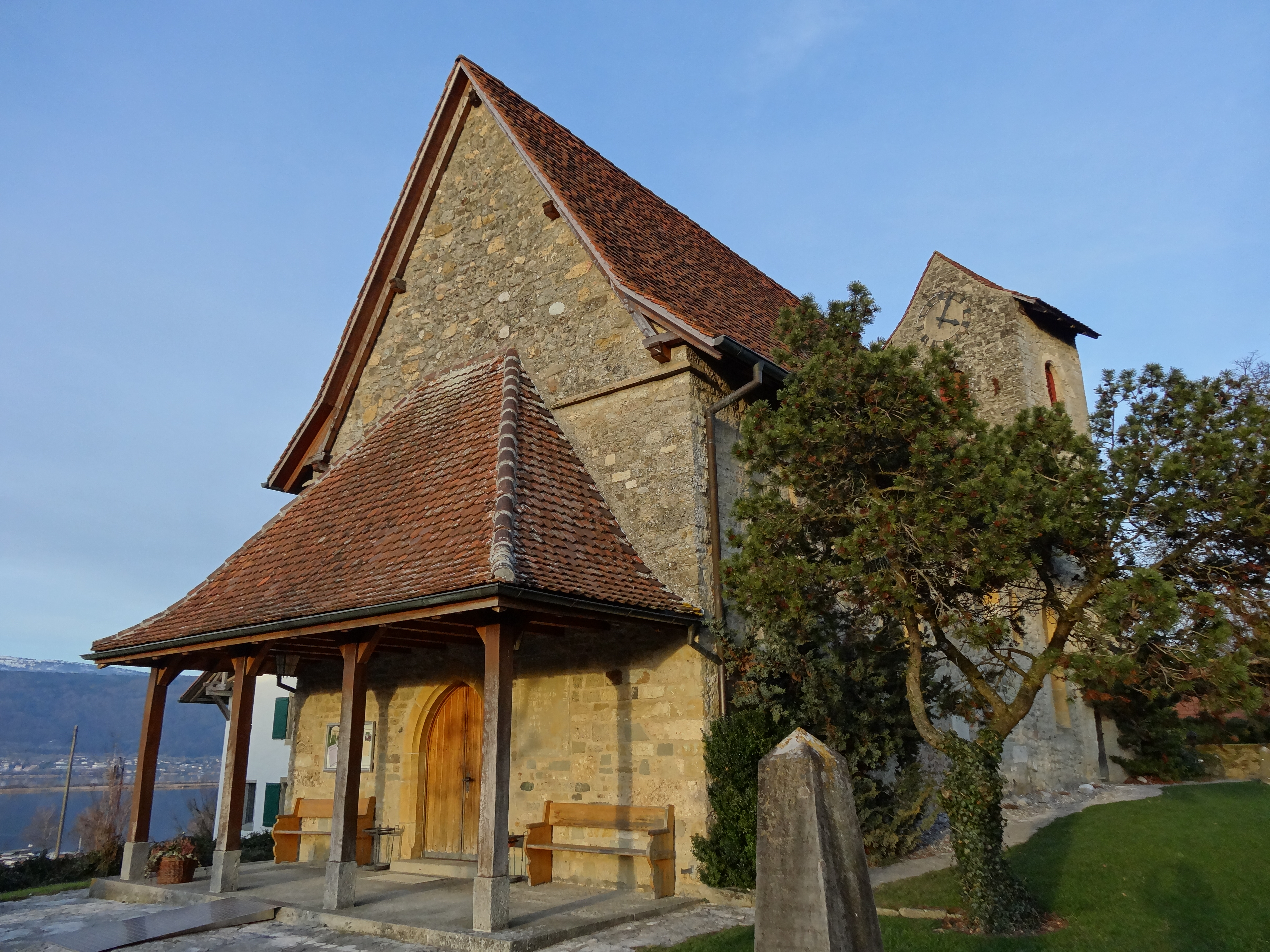
La chiesa riformata

- Chiesa riformata (già di Santa Maria), attestata dal 1228 e ricostruita nel 1484[1].

## Società

### Evoluzione demografica
L'evoluzione demografica è riportata nella seguente tabella:
Abitanti censiti

## Amministrazione
Dal 1852 comune politico e comune patriziale sono uniti nella forma del commune mixte.